# Диспаша
Диспаша (фр. Dispache, dépêche, retule, despache; англ. average statement, average adjustment) — акт, составленный особым должностным лицом, диспашером, и содержащий в себе определение рода морских убытков (аварии), исчисление общего их количества и ущерба каждого лица, участвующего в аварии.
Составление диспаши имеет особое значение в случаях большой или общей аварии, когда для спасения корабля и груза от общей опасности шкипер предпринял меры, приведшие к повреждению корабля или груза. В этих случаях убытки, понесенные одним лицом, подлежат разложению и на других: между кораблем, фрахтом и грузом возникает общение.
Так как кроме лиц, непосредственно участвующих в аварии, в правильном разложении убытков заинтересованы и страховщики, то ввиду столь сильного разнообразия сталкивающихся интересов принято предоставлять учет и разложение убытков особым должностным лицам — диспашерам. Большое значение приобретает поэтому место составления диспаши, так как им определяется лицо, призванное к составлению её, порядок её составления и правила, которыми будет руководствоваться диспашер. Таким местом прежде всего является то, где заканчивается предприятие по морской перевозке. Общегерманское торговое уложение постановляет, что диспаширование должно иметь место в гавани назначения; если же она не может быть достигнута, то в той гавани, где корабль заканчивает свой рейс.
Большинство законодательств возлагает на шкипера обязанность приступить к составлению диспаши; но и каждое участвующее в аварии лицо имеет право требовать составления её.
Заявить об аварии (учинить морской протест) шкипер обязан в первом же порту, где есть перед кем сделать подобное заявление (перед нотариусом, за границей — перед консулом, а за отсутствием его — перед нотариусом или перед местным начальством).
При составлении диспаши для случая большой аварии диспашер должен:
1. определить общее количество убытков и
2. разложить их на всех участвующих в аварии лиц.

Общее количество убытков определяется повреждением и гибелью не только тех предметов, на которые непосредственно направлена была мера шкипера, но и других, поврежденных или уничтоженных при исполнении распоряжения шкипера (например, чтобы иметь доступ к назначенной для срубки мачте, были сдвинуты и разбиты хрупкие вещи).
Не принимаются в расчет убытки от гибели или повреждения:
1. предметов контрабанды;
2. предметов, которые были помещены на корабль тайно, без ведома шкипера, а если корабль был нанят весь — то и предметов, помещенных в него без ведома нанимателя;
3. предметов, которые были ненадлежащим образом уложены, напр. не в трюме, а на палубе (правило это неприменимо к кораблям каботажного плавания, на которых немало груза помещается на палубах), или между деками, в помещениях, предназначенных для экипажа;
4. предметов, нахождение которых не может быть удостоверено грузовыми документами, то есть прежде всего коносаментами.

При исчислении убытков за основание принимается цена, за которую соответствующие предметы могли бы быть проданы на месте составления диспаши, если бы они были доставлены туда в неповрежденном виде; но при этом вычитается сумма, в которую обошлись бы их перевозка (фрахт), таможенные пошлины и др. расходы на месте; при оценке убытков от повреждения предметов вычитается еще и сумма, за которую предметы эти могут быть проданы на месте в своем поврежденном виде. Убытки, понесенные кораблем, оцениваются по издержкам починки или по тем издержкам, которые потребуются на приобретение вместо утерянного или испорченного снаряда; но при этом принимается в расчет и разница между старым и новым. Разложению подлежат и издержки по составлению диспаши.
Торговый Устав предусматривает еще один убыток, подлежащий разложению: издержки на вознаграждение шкипера и людей экипажа, спасших корабль (а с ним и груз) от нападения капера или пирата, а равно издержки на лечение раненых и на вознаграждение родственников убитых (в размере от 6-месячного до 2-летнего жалованья). Положим, что общее количество убытков выведено в 20000 руб. Эту сумму нужно разложить на аварийную массу. Аварийную массу составят, прежде всего, все предметы, которые спасены: корабль с его принадлежностями, все предметы груза, в том числе и такие, убытки от повреждения которых не подлежат разложению. Все эти предметы включаются в аварийную массу по той цене, по которой они могли бы быть проданы на месте составления диспаши, за вычетом опять-таки фрахта, таможенных пошлин и др. расходов на месте. Положим, что все эти предметы оценены в 170000 руб. Но в аварийную массу должны еще быть включены: 1) поврежденные предметы по той цене, по какой они стоят на месте в их поврежденном виде, положим, в 10000 руб.; 2) общее количество убытков, уже выведенных и подлежащих разложению, по правилу: pretium succedit in locum rei (цена заступает место вещи), то есть 20000 руб. Таким образом аварийная масса определится в 200000 р. 20000 р. убытков разложатся на 200000 р.; следовательно, каждое лицо, участвующее в аварии, уплатит аварийных денег в размере 10 % с принадлежащей ему ценности (груза, корабля и проч.), убытки же его возместятся ему лишь в размере 90 %, так как и на его долю выпадает 10 %, которые ему зачитываются. Собирает и раздает аварийные деньги шкипер или вообще инициатор диспаши. До уплаты аварийных денег корабль и груз считаются в закладе: таможня обязана наложить на них арест немедленно по заявлении шкипером о необходимости составления диспаши. Диспаша, составленная диспашером, имеет обязательную силу для участников аварии, помимо содействия суда (последнее требуется в Пруссии).